# 疾病修饰疗法
疾病修饰治疗、疾病修饰药物或疾病修饰疗法是一种通过针对疾病的根本原因来延缓、减缓或逆转疾病进展的治疗方法。 它们不同于对症治疗，对症治疗只治疗疾病的症状，而不解决其根本原因。 （修饰一词的翻译可能来自于生物学术语：生物学中的修饰是指对蛋白质分子的结构或功能进行化学修饰，以改变其生物学性质的一种生物化学过程）

## 例子
- 骨关节炎的疾病修饰药物[3]
- 抗风湿的疾病修饰药物[4]
- 疾病修饰疗法用于治疗阿尔兹海默症[5]、帕金森症[6]